# Бери
Вижте пояснителната страница за други значения на Бери.
Бѐри (на английски: Bury, звуков файл и буквени символи за произношение , друго местно произношение Бу̀ри) е град в Северозападна Англия, графство Голям Манчестър. Разположен е около река Ъруел. Намира се на 12,7 km на северозапад от Манчестър, на 9,5 km на югозапад от Рочдейл и на 8,9 km на изток от Болтън. Има жп гара. Текстилен център, машиностроене и производство на хартия. Население около 61 000 жители (2001)

## Спорт
Представителният футболен отбор на града носи името ФК Бери.

## Личности
Родени
- Гари Невил (р. 1975), английски футболист